# Atracis kotoshonis
Atracis kotoshonis är en insektsart som först beskrevs av Matsumura 1940.  Atracis kotoshonis ingår i släktet Atracis och familjen Flatidae. Inga underarter finns listade i Catalogue of Life.